# Пляцувка (Лодзинське воєводство)
Пляцувка (пол. Placówka) — село в Польщі, у гміні Ренчно Пйотрковського повіту Лодзинського воєводства.